# Євреї ігбо
Євреї ігбо — невелика частина нігерійського етносу ігбо, що претендує на єврейське коріння та сповідує юдаїзм.

## Історія
Перша згадка в джерелах про присутність євреїв у Нігерії сягає 638 року до н. е.
Євреї ігбо вважають себе нащадками північноафриканських (можливо, єгипетських, або лівійських) євреїв, що переселилися на захід Африки. Перекази євреїв Ігбо свідчать, що це переселення відбулося близько 1500 років тому.
Деякі джерела ототожнюють євреїв ігбо з нащадками трьох загублених колін Ізраїлевих — Гада, Завулона та Манасії.
Визнання нігерійських євреїв більшістю єврейської спільноти було офіційно закріплене в 1995—1997 роках, коли тодішній прем'єр-міністр Ізраїлю Іцхак Рабин послав до Нігерії групу дослідників на пошуки нащадків загублених колін Ізраїлевих. У цей час єврейську спільноту Нігерії відвідало чимало відомих рабинів, численні єврейські організації на Заході почали надавати гуманітарну допомогу громаді з Нігерії (книги, комп'ютери, релігійні предмети). Проте держава Ізраїль поки не визнала євреїв ігбо як одне з колін Ізраїлевих.
Громада євреїв ігбо має 26 синагог та підтримує контакти з єврейськими організаціями в інших країнах (в тому числі в США та Ізраїлі).